# Mysta ornata
Mysta ornata är en ringmaskart som först beskrevs av Grube 1878.  Mysta ornata ingår i släktet Mysta och familjen Phyllodocidae. Inga underarter finns listade i Catalogue of Life.